# Perityle quinqueflora
Perityle quinqueflora là một loài thực vật có hoa trong họ Cúc. Loài này được (Steyerm.) Shinners mô tả khoa học đầu tiên năm 1959.